# Stokely Carmichael
Pour les articles homonymes, voir Carmichael.
Stokely Carmichael (29 juin 1941 – 15 novembre 1998), aussi connu sous le nom de Kwame Ture, était un militant afro-américain originaire de Trinité-et-Tobago, chef du « Comité de coordination des étudiants non violents » (« Student Nonviolent Coordinating Committee » (SNCC)) et l'une des figures du « Black Panther Party ». Il devint ensuite panafricaniste. Il est célèbre pour avoir popularisé la pensée liée à l'expression « Black Power ».

## Biographie
Né à Port-d'Espagne (Trinité-et-Tobago), Carmichael est élevé à partir de deux ans par sa grand-mère, ses parents ayant émigré à New York. Il les rejoint en 1952, alors qu'il est âgé de 11 ans,. Il est allé à l'université Howard et a rejoint le SNCC. Dès sa première année à l'université il a participé aux « Freedom Rides » du « Congress of Racial Equality » (CORE) et a été arrêté puis emprisonné. Il sera par la suite arrêté de nombreuses autres fois, n'en tenant plus le décompte au-delà de la 32e arrestation.
Carmichael considérait la non-violence comme une tactique et non comme un principe, ce qui le distinguait des militants modérés des droits civils tel Martin Luther King. Il critiquait ceux-ci qui appelaient simplement à l'intégration des Noirs américains dans les institutions existantes de la classe moyenne blanche. Carmichael estimait cette orientation irréaliste et insultante pour la culture et l'identité des Afro-Américains.
En 1967, Carmichael renonça à la direction du SNCC. Lui et Charles V. Hamilton (en) écrivirent le livre Black Power (1967). Il rejoignit alors le Black Panther Party et critiqua avec force la guerre du Viêt Nam. Il se rendit au Viêt Nam du Nord, en Chine et à Cuba. Carmichael devint premier ministre honoraire des Black Panthers en 1968.
En 1969, Carmichael et sa femme d'alors, la chanteuse sud-africaine Miriam Makeba déménagèrent en Guinée (Afrique de l'Ouest), comme conseiller du président Ahmed Sékou Touré. Il écrivit en 1971 le livre Stokely Speaks: Black Power Back to Pan-Africanism qui expose sa vision socialiste et panafricaine à laquelle il restera fidèle. En 1978, il choisit de changer son nom en Kwame Ture en honneur aux dirigeants africains Kwame Nkrumah et Ahmed Sékou Touré.
Stokely Carmichael est à l'origine, avec Charles V. Hamilton, du concept de racisme institutionnel, une forme de racisme rencontrée dans les institutions publiques, les entreprises ou les universités. 
À la fin des années 1960, Stokely Carmichael mène plusieurs conférences parmi lesquelles celle de l'université de Californie à Berkeley en 1966 où il déclare « les institutions opérant dans ce pays sont clairement racistes et construites sur le racisme ».
Stokely Carmichael est père de deux enfants, Bokar Biro Ture et Alpha Yaya Ture. Il est mort du cancer de la prostate à 57 ans à Conakry en Guinée.

## Culture populaire

### Films et Documentaires
En 1967, il participe au film Tell Me Lies de Peter Brook sur la guerre du Viêt Nam. 
En 2016, il est incarné par Mo McRae dans le téléfilm All the Way de Jay Roach puis, au cinéma et en 2018, par Corey Hawkins dans BlacKkKlansman : J'ai infiltré le Ku Klux Klan (BlacKkKlansman) de Spike Lee.

### Exposition
En 2018 un hommage national Le combat de toute une vie lui est consacré lors d'une exposition d'un mois à l'université Gamal Abdel Nasser de Conakry.